# Кох, Билл
Билл Кох (англ. Bill Koch; 7 июня 1955, Братлборо, Вермонт) — американский лыжник, призёр Олимпийских игр и чемпионата мира, обладатель Кубка мира. Единственный представитель мужской сборной США, завоевавший медаль на Олимпийских играх в лыжных гонках. Является одним из основоположников свободного (конькового) стиля передвижения на лыжах.

## Карьера
В Кубке мира Кох дебютировал в 1982 году, тогда же одержал свою первую в карьере победу на этапе Кубка мира. Всего имеет на своём счету 5 побед на этапах Кубка мира. В сезоне 1981/82 Кох завоевал Кубок мира обойдя в общем зачёте Томаса Вассберга и Харри Кирвесниеми.
На Олимпийских играх 1976 года в Инсбруке, завоевал серебряную медаль в гонке на 30 км, что стало одной из главных неожиданностей Олимпиады, так как на тот момент он был практически никому неизвестен, кроме того лыжники с американского континента не имели на тот момент сколь-нибудь больших достижений. Кроме того Кох был 6-м в гонке на 15 км, 13-м в гонке на 50 км и 6-м в эстафете.
На Олимпийских играх 1980 года в Лейк-Плэсиде Кох уже считался одним из главных фаворитов, но не оправдал больших надежд, не справившись с большим вниманием прессы. На тех играх он стартовал в четырёх гонках, 15 км - 6-е место, 30 км - не финишировал, 50 км - 13-е место, эстафета - 8-е место.
На Олимпийских играх 1984 года в Сараево показал следующие результаты, 15 км классикой - 27-е место, 30 км коньком - 21-е место, 50 км классикой - 17-е место, эстафета - 8-е место.
На Олимпийских играх 1992 года в Альбервиле Кох был знаменосцем американской команды и стал 42-м в гонке на 30 км классикой.
На чемпионате мира-1982 в Осло завоевал бронзу в гонке на 30 км коньком.